# ニコラス・オルシーニ
ニコラス・オルシーニ（Nicolás Orsini, 1994年9月12日 - ）は、アルゼンチン出身のプロサッカー選手。ボカ・ジュニアーズ所属。ポジションはフォワード。
Jリーグ、Kリーグ時代の登録名はオルシーニ（ハングル: 오르시니）。

## 来歴
2016年2月7日にアルゼンチンのアトレティコ・デ・ラファエラから徳島ヴォルティスに完全移籍で加入、同時にKリーグチャレンジのFC安養への期限付き移籍が発表された。同年8月9日にはFC安養への期限付き移籍を終え、オーストリア・エアステリーガのSVホルンへ同年12月31日までの期限付き移籍となった。SVホルンでは8月17日に行われたフローリツドルファーAC戦で途中出場し、エアステリーガ初出場を果たしたが、この試合は2-1で敗北に終わった。その後、期限付き移籍期間が2017年5月31日まで延長された。
2017年7月よりファジアーノ岡山FCに期限付き移籍。はじめてJリーグでプレーし、12試合に出場。J初得点も挙げた。
2018年より徳島に復帰する事が発表されていたが後日スポルティボ・ルケーニョへの期限付き移籍が発表された。
2018年7月、プリメーラB・ナシオナル（アルゼンチン2部）のクラブ・アトレティコ・サリメントへ完全移籍。

## 個人成績
| 国内大会個人成績 | 国内大会個人成績 | 国内大会個人成績 | 国内大会個人成績 | 国内大会個人成績 | 国内大会個人成績 | 国内大会個人成績 | 国内大会個人成績 | 国内大会個人成績   | 国内大会個人成績   | 国内大会個人成績 | 国内大会個人成績 |
| 年度             | クラブ           | 背番号           | リーグ           | リーグ戦         | リーグ戦         | リーグ杯         | リーグ杯         | オープン杯         | オープン杯         | 期間通算         | 期間通算         |
| 年度             | クラブ           | 背番号           | リーグ           | 出場             | 得点             | 出場             | 得点             | 出場               | 得点               | 出場             | 得点             |
| アルゼンチン     | アルゼンチン     | アルゼンチン     | アルゼンチン     | リーグ戦         | リーグ戦         | リーグ杯         | リーグ杯         | アルヘンティーナ杯 | アルヘンティーナ杯 | 期間通算         | 期間通算         |
| ---------------- | ---------------- | ---------------- | ---------------- | ---------------- | ---------------- | ---------------- | ---------------- | ------------------ | ------------------ | ---------------- | ---------------- |
| 2014             | A・Dラファエラ   |                  | プリメーラ       |                  |                  |                  |                  |                    |                    |                  |                  |
| 2015             | A・Dラファエラ   |                  | プリメーラ       |                  |                  |                  |                  |                    |                    |                  |                  |
| 韓国             | 韓国             | 韓国             | 韓国             | リーグ戦         | リーグ戦         | リーグ杯         | リーグ杯         | FA杯               | FA杯               | 期間通算         | 期間通算         |
| 2016             | 安養             |                  | Kチャレンジ      | 7                | 1                |                  |                  |                    |                    | 7                | 1                |
| オーストリア     | オーストリア     | オーストリア     | オーストリア     | リーグ戦         | リーグ戦         | リーグ杯         | リーグ杯         | オーストリア杯     | オーストリア杯     | 期間通算         | 期間通算         |
| 2016-17          | ホルン           | 36               | エアステ         |                  |                  |                  |                  |                    |                    |                  |                  |
| 日本             | 日本             | 日本             | 日本             | リーグ戦         | リーグ戦         | リーグ杯         | リーグ杯         | 天皇杯             | 天皇杯             | 期間通算         | 期間通算         |
| 2017             | 岡山             | 18               | J2               | 12               | 1                | -                | -                | 0                  | 0                  | 12               | 1                |
| 通算             | アルゼンチン     | アルゼンチン     | プリメーラ       |                  |                  |                  |                  |                    |                    |                  |                  |
| 通算             | 韓国             | 韓国             | Kチャレンジ      | 7                | 1                |                  |                  |                    |                    | 7                | 1                |
| 通算             | オーストリア     | オーストリア     | エアステ         |                  |                  |                  |                  |                    |                    |                  |                  |
| 通算             | 日本             | 日本             | J2               | 12               | 1                | -                | -                | 0                  | 0                  | 12               | 1                |
| 総通算           | 総通算           | 総通算           | 総通算           | 19               | 2                | 0                | 0                | 0                  | 0                  | 19               | 2                |

- Jリーグ初出場（J2） - 2017年8月16日 J2第28節 愛媛FC戦（シティライトスタジアム）
  - 初得点 - 2017年8月27日 J2第30節 ロアッソ熊本戦（えがお健康スタジアム）